# Herbert Wahlberg
 Herbert Gustav Gideon Wahlberg, född 29 maj 1912 i Järfälla församling, Stockholms län, död 11 juni 1992 i Oscars församling, Stockholm, var en svensk kompositör och kapellmästare.
Wahlberg debuterade som ackompanjatör vid 17 års ålder när han hjälpte sin far Gideon Wahlberg med musiken till faderns pjäser. 1937 komponerade han samtliga melodier till Mosebacketeaterns uppsättning av folklustspelet Fredrik och försynen och teaterns nyårsrevy 1938 Opp och heja. 
Wahlberg skrev även visor till många folklustspel på Tantolundens friluftsteater. Under flera år var han kapellmästare på Mosebacketeatern, Odeonteatern och vid Tantolundens friluftsteater.